# Éclats du Paradis
Éclats du Paradis ou Fragments du Paradis (titre original en anglais : Bits of Paradise) est un recueil posthume de contes et nouvelles des auteurs américains Francis Scott Fitzgerald et son épouse Zelda Fitzgerald. Il fut publié en 1973 aux États-Unis, puis en 1977 en France par les éditions Julliard avec une traduction de Jean Queval. L'avant-propos est de Scottie Fitzgerald-Smith, leur fille, et la composition de Matthew J. Bruccoli.
Éclats du Paradis reflète à la fois la carrière littéraire des Fitzgerald et leur vie commune, une vie qui symbolise l'ambiance de l'entre-deux-guerres. Cet ouvrage rassemble onze nouvelles inédites de Scott Fitzgerald et toutes celles de Zelda. Les thèmes que l'on rencontre dans les nouvelles de Zelda sont ceux de l'amour et des femmes; les thèmes de Scott sont les ébauches de ceux qu'il développera plus tard dans ses romans. Ainsi les personnages de L'amour dans la nuit et de L'échelle de Jacob se retrouveront dans son roman Tendre est la nuit.

## Liste des nouvelles du recueil
- La Fille populaire (Scott, 1922)
- L'Amour dans la Nuit (Scott, 1925)
- Notre Reine de Cinéma (Scott et Zelda, 1923)
- Un Sou vaillant (Scott, 1925)
- La Danse (Scott, 1926)
- L'échelle de Jacob (Scott, 1927)
- Les Nageurs (Scott, 1929)
- Perdue dans la Vie (Zelda, 1929)
- Fille du Sud (Zelda, 1929)
- Celle qui plaisait au Prince (Zelda, 1930)
- Celle qui avait du Talent (Zelda, 1930)
- L'Amie du millionnaire (Zelda, 1930)
- Fin de Race (Zelda, 1931)
- L'Enfant de l'Hôtel (Scott, 1931)
- Une jeune Pousse (Scott, 1931)
- Miss Ella (Zelda, 1931)
- Deux Américains à Paris (Zelda, 1932)
- Un Couple de Dingues (Zelda, 1932)
- Quel Couple élégant (Scott, 1932)
- Dernier Baiser (Scott, 1940)
- Les Bien-Aimés (Scott, 1940)